# Itea
Itea là một chi thực vật có hoa trong họ Iteaceae.

## Các loài
- Itea amoena Chun
- Itea chinensis Hook. & Arn.: Lưỡi nai Trung Quốc, thử thích, ý thiếp Trung Quốc, ba thưa, gai chuột tàu.
- Itea coriacea Y.C. Wu
- Itea glutinosa Hand.-Mazz.
- Itea ilicifolia Oliv.
- Itea indochinensis Merr.: Lưỡi nai Đông Dương
  - Itea indochinensis var. pubinervia C.Y. Wu ex H. Chuang
- Itea kiukiangensis C.C. Huang & S.C. Huang ex H. Chuang
- Itea kwangsiensis H.T. Chang
- Itea macrophylla Wall.: Lưỡi nai lá to, ý thiếp lá to, lưỡi nai có lông, ý thiếp the.
- Itea nutans Royle
- Itea oldhamii C.K. Schneid.
- Itea omeiensis C.K. Schneid.
- Itea parviflora Hemsl.
- Itea riparia Collett & Hemsl.: Lưỡi nai Thorel, ý thiếp Thorel
- Itea tenuinervia S.Y. Liu
- Itea yangchunensis S.Y. Jin
- Itea yunnanensis Franch.